# Hofkerk (Goor)
De Hofkerk is een protestantse kerk in de Nederlandse stad Goor.

## Bouwgeschiedenis
Vóór de Reformatie was de kerk gewijd aan Sint-Pieter. De kerk wordt voor het eerst vermeld in de veertiende eeuw. Al eerder moet er echter een kerk hebben gestaan, want in het huidige kerkgebouw is tufsteen verwerkt, wat wijst op een voorganger uit de twaalfde of dertiende eeuw.
De toren heeft vier geledingen en is mogelijk rond 1500 gebouwd. Ook de 3 westelijke traveeën van de kerk stammen vermoedelijk uit deze tijd. Een verbouwing of aanzienlijke herstelling vond plaats rond 1574-79, blijkens de bewaard gebleven kerkrekeningen over die jaren.
Gedurende de Tachtigjarige Oorlog werden bij de aanval op Goor in 1581 kerk en toren door de Staatse troepen in brand gestoken. Kerk en toren werden vervolgens pas in 1604 hersteld.
Twee jaar later waren volgens het dagboek van Sweder Schele circa 100 soldaten in dienst van de koning van Spanje in de kerk gelegerd. De paarden van de hopman stonden in de zogenaamde Stickekapel.
In latere tijd werd het koor van de kerk afgebroken en vervangen door een rechthoekige verlenging van het schip en voorzien van een portaal in het oosten. Ten noorden van de toren werd een grafkapel gebouwd voor de eigenaren van de havezate Weldam. De ingang vanuit de kerk wordt gevormd door een portaal met twee Ionische pilasters die een kroonlijst dragen met een gebroken fronton waartussen de wapens van de voorouders van Unico Ripperda tot Weldam (-1709).
In het midden van de negentiende eeuw werd aan de noordzijde van de kerk een dwarsarm aangebouwd met afgeschuinde hoeken. De kerk werd toen voorzien van een stucplafond.

## Orgel
Al in de achttiende eeuw had de Hofkerk een orgel. Dit werd in 1844 vervangen door een instrument van de Haaksbergense orgelbouwer Jacobus Armbrost. In 1914 werd het binnenwerk van dit orgel verkocht aan de Gereformeerde kerk in Bunschoten.
In de oude orgelkas werd door de firma Leichel uit Lochem een nieuw, pneumatisch orgel gebouwd. Eind jaren zestig werd dit orgel vervangen door een nieuw instrument van de Twentse orgelbouwer H.J. Vierdag. Dit orgel heeft een mechanische tractuur. De klank is gebaseerd op orgels uit de barok. De kas is gemodelleerd naar een Westfaals orgel uit circa 1640.

### Dispositie
Het orgel heeft de volgende dispositie:
| I Hoofdwerk C– |    |
| Prestant       | 8′ |
| Roerfluit      | 8′ |
| Speelfluit     | 4′ |
| Octaaf         | 4′ |
| Octaaf         | 2′ |
| Mixtuur IV–VI  |    |
| Trompet        | 8′ |

| II Rugwerk C–   |        |
| Gedekt          | 8′     |
| Prestant        | 4′     |
| Roerfluit       | 4′     |
| Gemshoorn       | 2′     |
| Nasard          | 1 1/3′ |
| Sexquialtera II |        |
| Scherp IV       |        |
| Dulciaan        | 8′     |

| Pedaal C– |     |
| Bourdon   | 16′ |
| Prestant  | 8′  |
| Octaaf    | 4′  |
| Bazuin    | 16′ |
| Schalmei  | 4′  |

- Koppelingen: Hoofdwerk/Pedaal, Rugwerk/Pedaal, Hoofdwerk/Rugwerk.

## Klokken
De kerk heeft vier klokken waarvan er drie in de toren hangen en het vierde onder een afdakje op de noordoostelijke hoek van de torenspits. De eerste drie klokken zijn in 1641 gegoten door de gebroeders Hemony.
- De grootste klok heeft een diameter van 146 cm en het opschrift: VERBVM DOMINI MANET IN AETERNVM ROLOFF WANINCK ENDE IOHAN HOEFSLACH KERKMEISTERS. FRANCIS ET PETR. HEMONY ME FEC. en het wapen van Goor.
- De klok met een diameter van 130 cm heeft een engelenfries en het opschrift: VIVOS AD TEMPLVM CONVOCO MORTVOS AD SEPELIENDOS PROCLAMO IOANS PVTMANUS PASTOR ANNO MDCXLI en het wapen van Goor. Boven de slagring: ROTGER BRVCINCK ENDE HERMEN WESSELS KERCKMEISTERS.
- De derde klok heeft een doorsnede van 115 cm en is een naoorlogse replica van de oude Hemonyklok. Het opschrift is: SI DEUS PRO NOBIS QUIS CONTRA NOS.
- Het vierde klokje is gegoten in 1610 en heeft een diameter van 58 cm en als opschrift: SOLI DEO GLORIA ARENT VANDE PVT ME FECIT DAVENTRIAE Ao 1610